# Łukasz Błasiak
Łukasz Błasiak (ur. 30 lipca 1978 w Wadowicach) – polski piłkarz grający na pozycji napastnika.